# Plantá
La plantá (del verbo plantar; en valenciano, plantà) es el acto de alzar una falla o una "foguera", en las fiestas falleras o en las Hogueras de San Juan, fiestas celebradas respectivamente en marzo y en junio en distintas localidades de la Comunidad Valenciana (España). La plantá se considera, actualmente, el momento exacto en que la falla u hoguera queda completamente acabada y lista para ser visitada, con todos sus “ninots” (muñecos), carteles y detalles varios (luces, césped, carteles explicativos...).
En las Fallas de Valencia, la plantá de las Fallas grandes se realiza la noche del 15 al 16 de marzo, cuando todas las obras de los artistas falleros han de estar completamente terminados en su ubicación. La razón es que el jurado nombrado por la Junta Central Fallera ha de pasar al día siguiente para evaluar la falla. Antiguamente, la plantá se comenzaba y se finalizaba el mismo día pero, debido a la complejidad de los monumentos y a que los artistas falleros se encargan de varias fallas al mismo tiempo, suele comenzar algunos días antes. La quema de la falla o cremá se realiza cuatro días después, la noche del 19 de marzo.
En las Hogueras de San Juan celebradas en la ciudad de Alicante, la plantá se realiza el 20 de junio. Al igual que en Valencia, al día siguiente el jurado pasa por cada hoguera para posteriormente otorgar los premios de cada categoría. La cremá se realiza igualmente cuatro días después, la noche del 24 al 25 de junio.